# Ду (Долина Аосте)
Ду (итал. Doues) је насеље у Италији у округу Долина Аосте, региону Долина Аосте.
Према процени из 2011. у насељу је живело 114 становника. Насеље се налази на надморској висини од 1184 м.

## Становништво
| 1951. | 1961. | 1971. | 1981. | 1991. | 2001. | 2011. |
| ----- | ----- | ----- | ----- | ----- | ----- | ----- |
| 531   | 498   | 480   | 414   | 403   | 375   | 477   |